# 액슬 로즈
액슬 로즈(영어: Axl Rose, 1962년 2월 6일~)는 미국의 싱어송라이터로, 하드 록 밴드 건즈 앤 로지스의 리드 보컬리스트이자 작사가이며, 1985년 밴드가 설립된 이래로 유일한 고정 멤버로 활동하고 있다.

## 생애

### 어린 시절
로즈는 인디애나주 라피엣에서 윌리엄 브루스 로즈와 샤론 린트너 사이의 첫째로 태어난다. 로즈가 태어날 당시 아버지 윌리엄 로즈는 20살이었고, 어머니 샤론은 16살이었다.
로즈가 2살이 되던 해에 아버지는 가족을 버렸고, 어머니가 스티븐 베일리와 결혼을 하면서 로즈의 이름은 윌리엄 브루스 베일리로 바뀐다. 17살이 될 때까지 로즈는 베일리가 친아버지라고 믿었다. 로즈가 어른이 될 때까지 친아버지를 결코 만난 적이 없었고, 친아버지인 윌리엄 로즈는 1984년 일리노이주에서 살해된 채 발견되었다.
양아버지 베일리의 가정은 오순절교회에 다니는 종교적으로 대단히 엄격한 가정이었다. 로즈는 훗날 양아버지의 훈육이 매우 압제적이었다고 했는데, "일주일 동안 텔레비전을 보기만 했다면, 양부는 텔레비전이 사악하다면서 내던져버렸을 것이다. 음악을 듣는 것은 허락되지 않았다. 여자들은 사악하다, 모든 것은 사악하다."라고 말했다. 1992년에 전생 퇴행 치료를 받은 후 로즈는 두 살 때 친부가 행한 성적 학대에 대한 기억이 떠오른다고 주장했다. 또한 양부도 의붓형제들을 물리적으로 학대했다고 말했는데, 누이동생은 성적 학대까지 당했다고 언급했다.
로즈는 어린 시절부터 음악에서 위안을 찾았다. 5살부터 교회 성가대에서 노래를 불렀고, 동생들과 '베일리 트리오'를 결성하기도 했다. 로즈는 제퍼슨 고등학교에서 학교 합창단에 참여했고 피아노를 배웠다. 역할은 제2 바리톤이었지만 로즈는 자신만의 색다른 목소리를 발전시켜 나갔고, 이로 인해 지도교사를 곤혹스럽게 했다. 마침내 친구들과 함께 밴드를 결성하는데, 구성원 중 한 명이 바로 후에 이지 스트라들린으로 알려진 제프 이즈벨이었다.

## 음반 목록

### 건즈 앤 로지스
- Appetite for Destruction (1987)
- G N' R Lies (1988)
- Use Your Illusion I (1991)
- Use Your Illusion II (1991)
- "The Spaghetti Incident?" (1993)
- Chinese Democracy (2008)

## 영화
- 더티 해리 5 - 추적자 (1988년)